# Amir Reza Jadem
Amir Reza Jadem (Mashhad, Irán, 10 de febrero de 1970) es un deportista iraní retirado especialista en lucha libre olímpica donde llegó a ser medallista de bronce olímpico en Barcelona 1992.

## Carrera deportiva
En los Juegos Olímpicos de 1992 celebrados en Barcelona ganó la medalla de bronce en lucha libre olímpica de pesos de hasta 74 kg, tras el luchador surcoreano Park Jang-soon (oro) y el estadounidense Kenny Monday (plata).